# Formidabile (corvetta corazzata)
La Formidabile è stata una pirocorvetta corazzata della Regia Marina.

## Caratteristiche e costruzione
Costruita tra il 1860 ed il 1862 nei cantieri Forges et Chantiers de la Méditerranée di La Seyne-sur-Mer, la Formidabile era stata inizialmente concepita come batteria galleggiante per difesa costiera con armamento di trenta cannoni, ma durante la costruzione il progetto fu rivisto e la nave venne quindi completata come pirocorvetta corazzata e l'armamento ridotto a venti cannoni. 
In servizio nel 1862 (completate con un anno di ritardo sul contratto), la Formidabile e la gemella Terribile rappresentarono le prime unità corazzate della Regia Marina. Tuttavia risultarono avere grossi problemi relativamente a velocità e manovrabilità: alcuni ufficiali imbarcati su queste corazzate affermarono che faticavano a restare in formazione anche con mare calmo e buone condizioni meteorologiche. Un altro problema era costituito dall'insufficiente estensione della corazzatura.

## Storia operativa
All'inizio della terza guerra d'indipendenza, Formidabile e Terribile si trovavano stazionarie ad Ancona. Sul finire di giugno, le due unità vennero richiamate nell'Adriatico meridionale, dove, al largo di Manfredonia, si unirono all'armata d'operazioni, che, partita frattanto da Taranto nella mattinata del 21 giugno, approdò ad Ancona il 25 di pomeriggio. Nel porto marchigiano le navi fecero rifornimento di carbone, poi, all'alba del 27 giugno, l'avviso a ruote Esploratore avvistò una formazione navale austro-ungarica (6 navi corazzate, 4 cannoniere ad elica e due avvisi a ruote) agli ordini del viceammiraglio Wilhelm von Tegetthoff e l'ammiraglio Carlo Pellion di Persano, comandante dell'armata navale, decise di uscire con tutte le navi in grado di partire. In quel momento, tuttavia, la Formidabile stava sbarcando otto cannoni rigati da 164 mm (analogo procedimento era in corso sulla Terribile) da trasferire sulla pirofregata corazzata Principe di Carignano: le due corvette riuscirono comunque a partire e ad aggregarsi alla spicciolata alle altre sette corazzate (più l’Esploratore, su cui si era imbarcato Persano). Verso le 6.30 le due formazioni (quella italiana contava nove corazzate più l’Esploratore, su cui si era imbarcato Persano) giunsero in vista, ma a quel punto l'ammiraglio Tegetthoff decise di non dare battaglia e si ritirò, mentre Persano, viste le precarie condizioni delle sue navi, decise di non tentare l'inseguimento. 
Dall'8 al 12 luglio la flotta italiana fu in crociera di guerra nell'Adriatico, senza tuttavia incontrare forze navali nemiche.
Nel primo pomeriggio del 16 luglio l'armata salpò da Ancona diretta a Lissa, dove si progettava di sbarcare. La Formidabile, al comando del capitano di fregata Simone Pacoret de Saint Bon, prese il mare in formazione con le pirofregate corazzate Re d’Italia e San Martino e la cannoniera corazzata Palestro: questo gruppo bombardò i forti situati sulle colline a levante di Porto San Giorgio sull'isola di Lissa, ove si progettava di sbarcare, mentre la seconda formazione in cui era stata suddivisa la I Squadra aveva il compito di bombardare dal lato opposto le fortificazioni di Porto San Giorgio. Il bombardamento, iniziato alle 11.30 del 18 luglio e protrattosi, con anche il concorso della III Squadra, sino al tramonto, ottenne discreti risultati, mettendo fuori uso forte San Giorgio e le batterie Schmidt e torre Bentick. 
Il 19 luglio la Formidabile ricevette l'ordine di portarsi all'interno dell'insenatura di Porto San Giorgio insieme alle pirofregate corazzate della III Squadra (Principe di Carignano, Castelfidardo ed Ancona), in modo da poter definitivamente annientare le batterie della Madonna (sita in fondo al porto e difficilmente raggiungibile dal tiro di una nave posta fuori dal porto) e della torre Wellington, uniche rimase intatte. Tra le quattro e le cinque del pomeriggio le quattro corazzate penetrarono nel porto ed aprirono il fuoco, smantellando con il loro tiro una delle batterie, poi il contrammiraglio Giovanni Vacca, comandante la III Squadra, ritenendo che lo spazio fosse troppo ristretto per poter manovrare (valutazione errata: in quello stesso spazio, dopo la battaglia di Lissa, si sarebbero infatti radunate senza problemi le 26 unità della flotta austroungarica) decise di ritirarsi e portò le tre navi della III Squadra fuori dal porto, abbandonandovi la sola Formidabile.

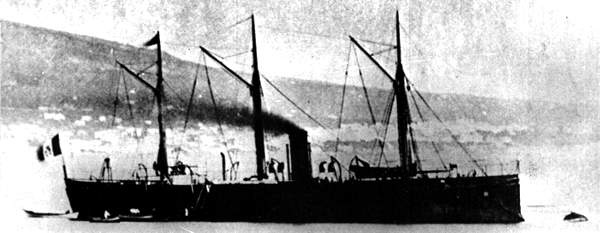
La Formidabile a Napoli, nel 1870.

Dopo aver inflitto pesanti danni alle batterie austroungariche (trascorrendo diverse ore ormeggiata a soli 300-400 metri di distanza da esse, mentre altre fonti riducono la distanza a 150-200 metri), senza tuttavia riuscire a distruggerle completamente, la Formidabile, che era stata ripetutamente colpita dal tiro delle fortificazioni riportando gravi danni al fumaiolo, alle attrezzature ed alla portelleria, andati pressoché distrutti (la corazzatura non fu però perforata), oltre a violenti incendi a bordo e gravi perdite – 14 morti e 30 feriti –, uscì dal porto verso le sette di sera. Alcuni cannoni erano andati distrutti, ed un proiettile scoppiato in una cannoniera aveva intossicato, per i gas dell'esplosione, parecchi uomini. Riunitasi al resto della squadra italiana, la corvetta, che stava anche imbarcando acqua, ebbe i primi soccorsi (su richiesta del comandante Saint Bon, recatosi personalmente a bordo della Re d'Italia, nave ammiraglia di Persano) da parte del personale sanitario della Re d'Italia, che constatò il numero e la gravità dei feriti, i quali furono poi trasbordati sulla nave ospedale Washington. Stante sia la gravità dei danni, sia il fatto che l'equipaggio, stanco e duramente provato sia per il bombardamento che per l'abbandono da parte di Vacca, era ad un passo dall'ammutinamento, la Formidabile non poté partecipare alla successiva e tragica battaglia di Lissa: all'inizio dello scontro, nel mattino del 20 luglio, la nave si trovava diverse miglia a ponente del resto della flotta, intenta a trasbordare i feriti sulla Washington, e, dopo aver ultimato tale operazione, diresse per Ancona (benché l'autorizzazione, chiesta da Saint-Bon a Persano, non fosse stata concessa), dove, giunta il 21, ricevette le necessarie riparazioni. Per l'ardita azione contro i forti di Lissa il comandante Saint Bon ricevette la Medaglia d'oro al valor militare. Analoga decorazione ricevette anche il marinaio cannoniere di 2ª classe Francesco Conteduca, che, avendo avuta una mano gravemente lesionata da una cannonata durante la stessa azione, non volle che i suoi compagni lo medicassero per non distoglierli dal combattimento.
Tra il 1872 ed il 1873 la Formidabile fu sottoposta a lavori di sostituzione delle caldaie.
Nel corso del 1878 la pirocorvetta subì nuovi lavori di modifica, che la portarono ad avere un armamento di otto cannoni da 200 mm.
Nel 1887 la Formidabile fu nuovamente modificata: con un armamento composto da 6 cannoni da 105 mm, fu adibita al ruolo di nave scuola cannonieri.
Radiata nel 1904, la vecchia unità fu avviata alla demolizione.